# Grandes esperanzas
Grandes esperanzas (en inglés, Great Expectations) es una novela escrita por Charles Dickens. Fue publicada por entregas semanales entre el 1 de diciembre de 1860 y el 3 de agosto de 1861 en la revista literaria All the Year Round, que había sido fundada por el propio Dickens el año anterior.
Está considerada como una de sus novelas más grandes y sofisticadas, así como también una de las más populares, siendo esta adaptada a obras teatrales y cinematográficas en más de 250 ocasiones.
La novela narra la historia de Phillip Pirrip, un huérfano aprendiz de herrero cuya aspiración pasará a convertirse en un noble caballero, describiendo su vida desde su niñez hasta su madurez. Se puede decir que se trata de un Bildungsroman o novela de aprendizaje. La historia puede también ser considerada como una semiautobiografía de Dickens, al igual que muchas de sus obras, en la cual mezcla sus experiencias de vida con su entorno social.
La trama de la historia toma desde la víspera de Navidad de 1812, cuando el protagonista tiene solo siete años de edad, hasta el invierno de 1840.
Cada publicación en el All the Year Round contenía dos capítulos y estaba escrita de tal manera que mantenía al lector interesado de semana a semana. La novela está ambientada en la campiña de Kent y en Londres.

## Sinopsis
Philip Pirrip, más conocido como "Pip", un niño que tras la muerte de sus padres vive con su hermana y su cuñado, conoce, mientras visitaba la tumba de sus progenitores, a un convicto que había escapado de un barco-prisión. El preso le pide al niño colaboración, asustándolo y amenazándolo, para que este le consiga comida y un instrumento para que pueda liberarse de sus grilletes. Pip decide ayudarlo a escondidas de su rigurosa hermana, que acostumbra a castigarlo con una vara de madera llamada "Tickler", robando una torta y una lima para el convicto. Después de varios días el convicto es encontrado por varios soldados peleando con otro convicto que había escapado.
Dos años después, Pip es mandado a la casa de la Señorita Havisham, una mujer de mediana edad, para entretenerla. Allí el joven Pip conoce a Estella, de quien cae perdidamente enamorado. El deseo de la mujer era el de vengarse de todos los hombres ya que ella fue plantada el día de su boda. Estella varias veces lo trataba cruelmente y se burlaba de sus ropas, en parte por la formación que recibió por parte de la señorita Havisham. Pip quería ser un caballero para así poder ser digno del amor de Estella. En una de sus visitas a la Casa Satis, Pip pelea con otro joven. Después de un buen tiempo, la señorita Havisham decide que Pip deje de ir a su casa para que sea instruido como un herrero, tal cual como su cuñado, Joe.
Un tiempo después, Pip, quien estaba siendo entrenado para ser herrero, y Joe estaban en el pueblo por unos días, cuando reciben una visita del Sr. Jaggers quien les informa que Pip tiene un benefactor y que tiene la oportunidad de estudiar para convertirse en un caballero. Pip acepta y fue apartado del cuidado de su amigo y cuñado Joe para ir a vivir a Londres y ser educado. Ya en la ciudad, Pip tiene que vivir con un compañero de cuarto llamado Herbert Pocket, chico con el cual había peleado en la Casa Satis, después de reconocerse el uno al otro se convierten en grandes amigos mientras que Pip comienza su formación como caballero con su tutor Matthew Pocket, padre de Herbert. Mientras el joven Pip es educado se le es negado conocer el nombre de su benefactor, aunque él pensó rápidamente que era la Señorita Havisham, llegando también a pensar que Estella era parte de sus proyectos.
Viviendo en Londres como un caballero, Pip no se acordaba de sus antiguos amigos Joe y Biddy, quien estaba perdidamente enamorada de él. La muerte de su hermana fue el motivo para que Pip haga una de las pocas visitas que hizo a sus amigos. Al cumplir 21 años Pip recibió su fortuna y ayudó a su amigo Herbert a plantar un negocio con lo cual este pueda casarse con su amada Clara. Una noche, mientras Herbert estaba de viaje, lo visitó un viejo en la habitación, el cual se presentó como Abel Magwitch, Pip reconoció en él al viejo convicto que había visto en el cementerio cuando era un niño. Aterrado por la situación, Pip trata de ser amable con el viejo, aunque solo quería deshacerse de él. Magwitch le cuenta que había sido enviado a Australia y que le tenían prohibido el regreso, sin embargo, él regresó solo para poder verlo a él. Pip se aterró aún más cuando sospechó toda la verdad. Abel Magwitch era su benefactor.
Con el tiempo Magwitch tenía que dejar Inglaterra ya que su vida peligraba, Compeyson (el otro convicto con quien Abel estaba peleando cuando Pip era niño) lo estaba buscando por toda la ciudad. Herbert y Pip planearon un escape a través de un barco vapor de ruedas al cual llegarían en botes de remo en medio del río Támesis. Pero cuando estaban a punto de cumplir su objetivo, otro bote lleno de guardias los detuvo para arrestar a Magwitch, pero el viejo vio que en aquel bote estaba Compeyson, con lo cual lo agarró y los dos cayeron al agua en la cual pelearon y Compeyson murió. Finalmente Abel Magwitch fue sentenciado a la horca, aunque no muere sentenciado.
Después de esto, Pip, en estado débil, regresa a su pueblo, tras haber recibido la visita reciente de Joe. Allí se lleva una gran sorpresa: Joe y Biddy se habían casado. Tras ello se va con Herbert a trabajar a Egipto. Tras once años fuera de Inglaterra vuelve a visitar a Joe y Biddy que han tenido un niño llamado como él (Pip). Decide ir a la antigua casa de la Señora Havisham y allí se encuentra por casualidad con Estella, cuyo marido había muerto hacía tiempo, y acaban dando un paseo juntos de la mano.

## Personajes principales
- Pip: El protagonista y narrador de Grandes Esperanzas, Pip, comienza la historia como un joven huérfano criado por su hermana y su cuñado en los pantanos de Kent, en el sureste de Inglaterra. Pip es una persona apasionada, romántica y en esencia un poco irrealista, y tiende a esperar más de lo que es razonable para él. Pip también tiene una fuerte conciencia y desea profundamente mejorarse tanto moral como socialmente.
- Estella: Estella, la hermosa joven protegida de la señora Havisham, es el sueño inalcanzable de Pip a lo largo de la novela. Pip está apasionadamente enamorado de ella, pero Estella generalmente es fría, cruel e indiferente hacia él. Aunque a veces lo ve como un amigo, a menudo le advierte que no tiene corazón.
- Señorita Havisham: La señora Havisham es una anciana rica y excéntrica que vive en la mansión llamada Satis House, cerca del pueblo de Pip. Maníaca y a menudo pareciendo loca, la señora Havisham deambula por su casa con un vestido de novia marchito, organiza un banquete en descomposición en su mesa y se rodea de relojes detenidos a las ocho menos veinte. En su juventud, fue abandonada por su prometido minutos antes de su boda, y ahora guarda rencor contra todos los hombres. Cría a Estella como un instrumento de su venganza y la entrena para romper los corazones de los hombres.
- Magwitch: Un temible criminal, Magwitch, escapa de la prisión al principio de la historia y aterroriza a Pip en el cementerio. Sin embargo, la amabilidad de Pip deja una profunda impresión en Magwitch. Por esta razón, Magwitch decide ganar una fortuna y utilizarla para elevar a Pip a una clase social superior. A través del abogado Jaggers, Magwitch se convierte en el benefactor secreto de Pip, financiando su educación y estilo de vida lujoso en Londres.
- Joe Gargery: El cuñado de Pip y herrero del pueblo, Joe, vive con su cruel y abusiva esposa, Sra. Joe, únicamente por el amor que siente por Pip. La bondad silenciosa de Joe lo convierte en uno de los personajes más simpáticos de la novela Grandes Esperanzas. A pesar de ser sin educación y torpe, siempre se esfuerza por el bienestar de sus seres queridos y sufre en silencio cuando Pip le trata con frialdad.
- Bay Jaggers: El poderoso y perspicaz abogado Jaggers, quien ha sido contratado por Magwitch para supervisar el ascenso social de Pip, es uno de los abogados de defensa más importantes de Londres. Jaggers está al tanto de algunos asuntos turbios y mantiene amistad con criminales despiadados, quienes incluso le temen. Sin embargo, más allá de su imponente apariencia, parece preocuparse por Pip y ha ayudado a la señora Havisham a adoptar a la huérfana Estella. Jaggers huele a jabón debido a que se lava las manos obsesivamente como un mecanismo psicológico para evitar que la criminalidad lo corrompa.
- Herbert Pocket: Pip conoce a Herbert Pocket por primera vez en el jardín de Satis House, donde Herbert lo desafía a una pelea. Años después, se reencuentran en Londres, y Herbert se convierte en el mejor amigo y aliado clave de Pip tras su ascenso a la posición de caballero. Herbert le da a Pip el apodo de “Handel”. Es el hijo de Matthew Pocket, primo de la señora Havisham, y espera convertirse en comerciante para poder casarse con Clara Barley.
- Wemmick: Wemmick es el secretario de Jaggers y amigo de Pip. Es uno de los personajes más peculiares de la novela Grandes Esperanzas. En el trabajo, es severo, sarcástico y está obsesionado con la “propiedad portable”. Sin embargo, en su casa en Walworth, muestra una personalidad alegre y burlona, siendo un cuidador afectuoso para su anciano padre.
- Biddy: Biddy es una joven campesina sencilla y de buen corazón que se convierte en amiga de Pip cuando van a la escuela juntos. Después de que la señora Joe sufra un ataque y quede discapacitada, Biddy se muda a la casa de Pip para cuidar de ella. A lo largo de la novela, Biddy representa lo opuesto a Estella; es sencilla, amable, moral y pertenece a la misma clase social que Pip.
- Sr. Pumblechook: El vanidoso y orgulloso tío de Pip, Pumblechook, en realidad es el tío de Joe y, por lo tanto, también lo es de Pip. Pumblechook, un comerciante obsesionado con el dinero, es el encargado de organizar el primer encuentro de Pip con la señora Havisham. A lo largo de la novela, cuando Pip descubre que su verdadero benefactor secreto no es la señora Havisham sino Magwitch, Pumblechook intenta sacar partido de la elevación social de Pip sin tener ninguna participación real en ella.
- Compeyson: Compeyson es un criminal y antiguo socio de Magwitch. A diferencia de Magwitch, que es rudo e inculto, Compeyson es un fugitivo educado y caballeroso. Al final de la novela Compeyson es responsable de la captura de Magwitch. También es el mismo que abandonó a la señora Havisham en el día de su boda.
- Bentley Drummle: Drummle es un joven tonto y desagradable que asiste a las lecciones con Pip en la casa de los Pocket. Como miembro de la nobleza, su sentido de superioridad debido a su estatus le lleva a comportarse de manera cruel y dura con los demás. Drummle se casa con Estella y ella es infeliz en este matrimonio. Aproximadamente once años después, tras la muerte de Drummle, Estella se reencuentra con Pip.